# BMW X6
BMW X6 – samochód osobowy typu SUV Coupé klasy wyższej produkowany pod niemiecką marką BMW od 2007 roku. Od 2019 roku produkowana jest trzecia generacja pojazdu.

## Pierwsza generacja

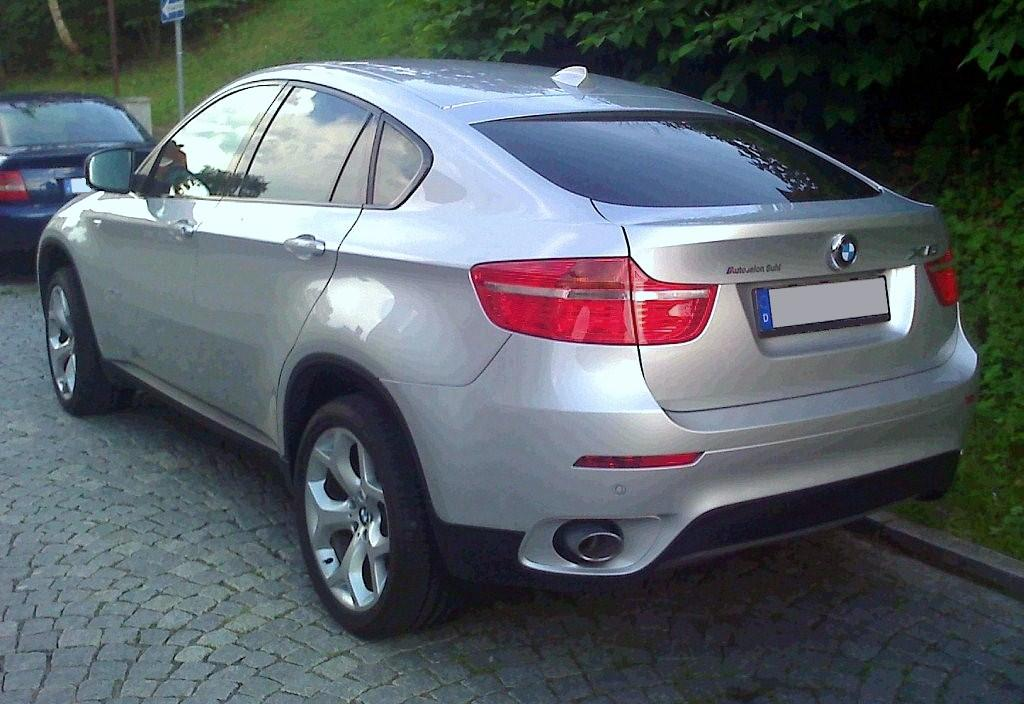
BMW X6 I (E71) – tył

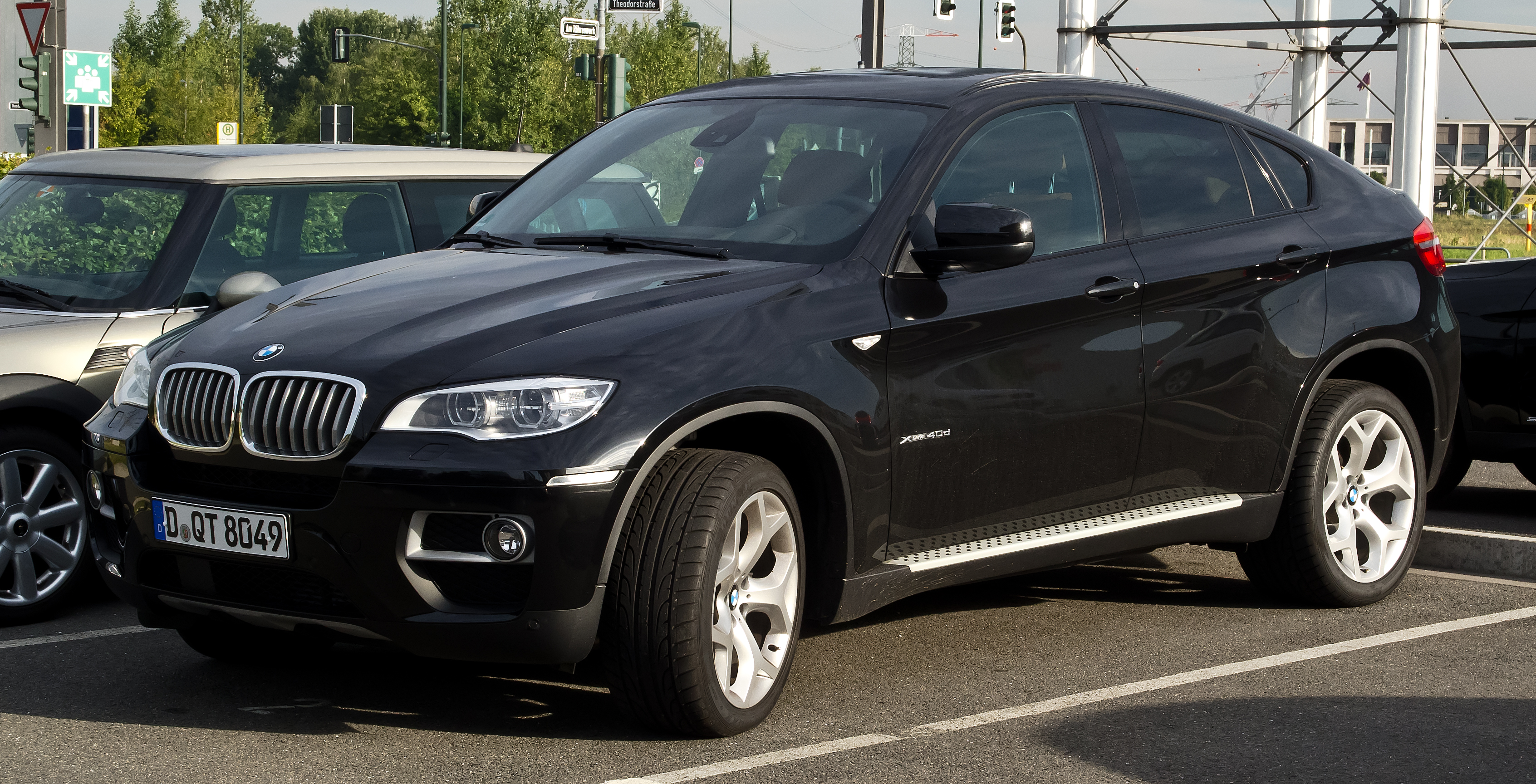
BMW X6 I (E71) po liftingu

BMW X6 I trafiło na rynek w 2007 roku jako pierwszy w historii marki SUV Coupe, będący prekursorem tego typu nadwozi w klasie premium.
Samochód otrzymał kody fabryczne E71 oraz E72 dla wersji hybrydowej. Auto po raz pierwszy zadebiutowało podczas targów motoryzacyjnych we Frankfurcie w 2007 roku.
W 2010 roku auto przeszło delikatny facelifting. Zmieniono m.in. przednie reflektory wyposażone typowe dla marki ringi oraz diody LED, a także kształt tylnych lamp oraz przeprojektowano delikatnie zderzaki. Wprowadzono także nowy silnik wysokoprężny o pojemności 3 litrów i mocy 381 KM.
W 2013 roku producent zaprezentował wersję M nazwaną Design Edition. Zastosowano m.in.: przedni splitter z włókna węglowego, matowy czarny grill oraz 21-calowe felgi z lekkich stopów. Oprócz tego samochód otrzymał niewielki spojler z włókna węglowego oraz sporych rozmiarów dyfuzor skomponowany z czterema końcówkami układu wydechowego. We wnętrzu użyto skóry w kolorze czerni i czerwieni (Mugello Red), która pokryła deskę rozdzielczą, boczki drzwi i inne elementy, jak również sportowe fotele. Do napędu pojazdu służy podwójnie doładowana jednostka V8 o pojemności 4,4 litra, mocy 555 KM i momentem obrotowym na poziomie 680 Nm. Takie parametry pozwalają na przyspieszenie od 0 do 100 km/h w czasie 4,7 s oraz prędkość maksymalną 250 km/h. Ma powstać około 100 egzemplarzy.

### Stylistyka
Pojazd pod względem stylistycznym prezentuje typowe cechy dla innych modeli BMW serii X. Przedni zderzak charakteryzuje się dużymi powierzchniami lakierowanymi z obszernymi i mocno wysuniętymi na zewnątrz w kierunku kół wlotami powietrza, które wskazują na potrzebę chłodzenia układu silnika. Bok pojazdu zdominowany jest przez niską powierzchnię szyb bocznych z płynnie opadającą linią dachu, która u podstawy tylnego słupka wykazuje typowe dla wszystkich modeli BMW załamanie. Linia boczna pojazdu oraz dwie przebiegające przez błotnik linie charakterystyczne wydłużają sylwetkę pojazdu, nadając jej typowy kształt klina. Tył pojazdu charakteryzuje się stosunkowo małą powierzchnią tylnej szyby oraz dwiema charakterystycznie umieszczonymi końcówkami układu wydechowego. Wnętrze pojazdu bazuje na wnętrzu modelu X5. Konsola środkowa została dodatkowo wyposażona w oparcia na kolana a skórzana kierownica cechuje się przyciskami wielofunkcyjnymi i dźwigienkami zmiany biegów. W pojeździe zastosowano m.in. Dynamic Performance Control – system dynamicznej kontroli osiągów, który łączy w sobie i optymalizuje działanie zawieszenia, kontroli trakcji oraz napędu na cztery koła X-drive.

### Wersje limitowane
- Individual X6 Performance Edition – 100 egzemplarzy

### Dane techniczne
| Wersja               | Silnik                                                     | Układ zasilania     | Średnica × skok tłoka | St. sprężania     | Moc maksymalna                          | Maks. moment obrotowy           | 0–100 km/h        | V-max                                   |
| Silniki benzynowe    | Silniki benzynowe                                          | Silniki benzynowe   | Silniki benzynowe     | Silniki benzynowe | Silniki benzynowe                       | Silniki benzynowe               | Silniki benzynowe | Silniki benzynowe                       |
| -------------------- | ---------------------------------------------------------- | ------------------- | --------------------- | ----------------- | --------------------------------------- | ------------------------------- | ----------------- | --------------------------------------- |
| xDrive35i            | R6 3,0 l (2979 cm³), DOHC, bi-turbo                        | wtrysk bezpośredni  | 84,00 × 89,60 mm      | 10,2:1            | 306 KM (225 kW) przy 5800 obr./min      | 400 N·m przy 1200–5000 obr./min | 6,7 s             | 240 km/h                                |
| xDrive50i            | V8 4,4 l (4395 cm³), DOHC, bi-turbo                        | wtrysk bezpośredni  | 89,00 × 88,30 mm      | 10,0:1            | 407 KM (300 kW) przy 5500–6400 obr./min | 600 Nm przy 1750–4500 obr./min  | 5,4 s             | 250 km/h                                |
| ActiveHybrid X6      | V8 4,4 l (4395 cm³), DOHC, bi-turbo, 2 silniki elektryczne | wtrysk bezpośrednii | 89,00 × 88,30 mm      | 10,0:1            | 485 KM (357 kW)                         | 780 Nm                          | 5,6 s             | 236 km/h                                |
| X6 M                 | V8 4,4 l (4395 cm³), DOHC, bi-turbo                        | wtrysk bezpośredni  | 89,00 × 88,30 mm      | 9,3:1             | 555 KM (408 kW) przy 6000 obr./min      | 680 Nm przy 1500–5650 obr./min  | 4,7 s             | 250 km/h (275 km/h z pakietem M Driver) |
| Silniki wysokoprężne |                                                            |                     |                       |                   |                                         |                                 |                   |                                         |
| xDrive30d            | R6 3,0 l (2993 cm³), DOHC, turbo                           | common rail         | 84,00 × 90,00 mm      | 16,5:1            | 245 KM (180 kW) przy 4000 obr./min      | 540 Nm przy 1750–3000 obr./min  | 7,5 s             | 222 km/h                                |
| xDrive35d            | R6 3,0 l (2993 cm³), DOHC, bi-turbo                        | common rail         | 84,00 × 90,00 mm      | 17,0:1            | 286 KM (210 kW) przy 4400 obr./min      | 580 Nm przy 1750–2250 obr./min  | 6,9 s             | 236 km/h                                |
| xDrive40d            | R6 3,0 l (2993 cm³), DOHC, bi-turbo                        | common rail         | 84,00 × 90,00 mm      | 16,5:1            | 306 KM (225 kW) przy 4400 obr./min      | 600 Nm przy 1500–2500 obr./min  | 6,5 s             | 236 km/h                                |
| M50d                 | R6 3,0 l (2993 cm³), DOHC, 3 turbiny                       | common rail         | 84,00 × 90,00 mm      | 16,0:1            | 381 KM (280 kW) przy 4400 obr./min      | 740 Nm przy 2000–3000 obr./min  | 5,4 s             | 250 km/h                                |

## Druga generacja

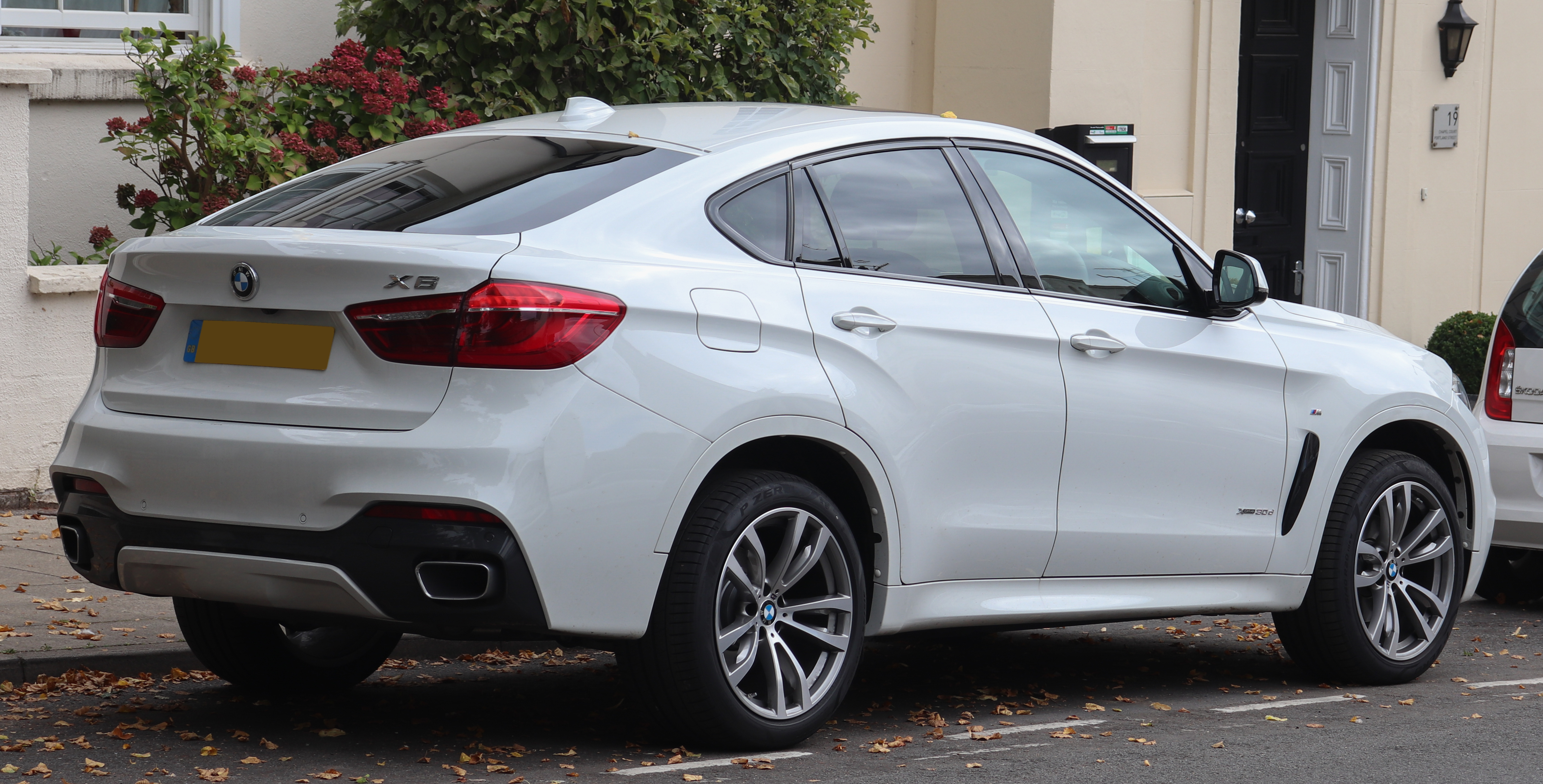
BMW X6 II (F16)

BMW X6 II zostało zaprezentowane po raz pierwszy w 2014 roku.
Pierwsze informacje o drugiej generacji BMW X6 pojawiły się w czerwcu 2014 roku. Samochód trafił do salonów w grudniu. II generacja BMW X6 stylistycznie nawiązuje do poprzednika, ale jest całkowicie nowym pojazdem, zbudowanym na płycie podłogowej BMW X5. W porównaniu do poprzednika samochód ma nieco większy bagażnik i znacznie bardziej bogate wyposażenie seryjne. Jednostki napędowe X6 II mają zużywać mniej paliwa, a różnice w cyklu pomiarowym sięgają (w zależności od wersji) do 20 procent.
Niezależnie od źródła napędu BMW X6 II generacji wyposażone jest w automatyczną, ośmiostopniową skrzynię Steptronic z możliwością zmiany przełożeń łopatkami przy kierownicy. Za jej pośrednictwem moment obrotowy jest przekazywany na wszystkie cztery koła.
W listopadzie 2014 roku zaprezentowano najmocniejszą wersję BMW X6, czyli X6 M. Samochód jest napędzany silnikiem V8 o pojemności 4,4 l i mocy 575 KM. Maksymalny moment obrotowy to 750 Nm.
Podobnie jak w przypadku pierwszej generacji X6, również w drugiej BMW zaproponowało niezwykle mocną odmianę X6 M50d, napędzaną 3-litrowym dieslem (N57S) o mocy 381 KM z trzema turbinami. Osiągając 100 km/h w 5,2 s, BMW X6 M50d jest jednym z najszybszych wysokoprężnych SUV-ów na rynku.

### Dane techniczne
| Model                | Napęd             | Pojemność skokowa | Układ cylindrów   | Moc                                     | Moment obrotowy                | Przyspieszenie 0–100 km/h | Prędkość maksymalna | Zużycie paliwa (cykl mieszany) |
| Silniki benzynowe    | Silniki benzynowe | Silniki benzynowe | Silniki benzynowe | Silniki benzynowe                       | Silniki benzynowe              | Silniki benzynowe         | Silniki benzynowe   | Silniki benzynowe              |
| -------------------- | ----------------- | ----------------- | ----------------- | --------------------------------------- | ------------------------------ | ------------------------- | ------------------- | ------------------------------ |
| xDrive35i            | wszystkie koła    | 2979 cm³          | R6                | 225 kW / 306 KM przy 5800–6400 obr./min | 400 Nm przy 1200–5000 obr./min | 6,4 s                     | 240 km/h            | 8,5–8,6 l/100 km               |
| xDrive50i            | wszystkie koła    | 4395 cm³          | V8                | 330 kW / 450 KM przy 5500–6000 obr./min | 650 Nm przy 2000–4500 obr./min | 4,8 s                     | 250 km/h            | 9,7 l/100 km                   |
| X6 M                 | wszystkie koła    | 4395 cm³          | V8                | 423 kW / 575 KM przy 6000–6500 obr./min | 750 Nm przy 2200–5000 obr./min | 4,2 s                     | 250 km/h            | 11,1 l/100 km                  |
| Silniki wysokoprężne |                   |                   |                   |                                         |                                |                           |                     |                                |
| xDrive30d            | wszystkie koła    | 2993 cm³          | R6                | 190 kW / 258 KM przy 4000 obr./min      | 560 Nm przy 1500–3000 obr./min | 6,7 s                     | 230 km/h            | 6,0 l/100 km                   |
| xDrive40d            | wszystkie koła    | 2993 cm³          | R6                | 230 kW / 313 KM przy 4400 obr./min      | 630 Nm przy 1500–2500 obr./min | 5,8 s                     | 240 km/h            | 6,2–6,3 l/100 km               |
| M50d                 | wszystkie koła    | 2993 cm³          | R6                | 280 kW / 381 KM przy 4000–4400 obr./min | 740 Nm przy 2000–3000 obr./min | 5,2 s                     | 250 km/h            | 6,6 l/100 km                   |

## Trzecia generacja

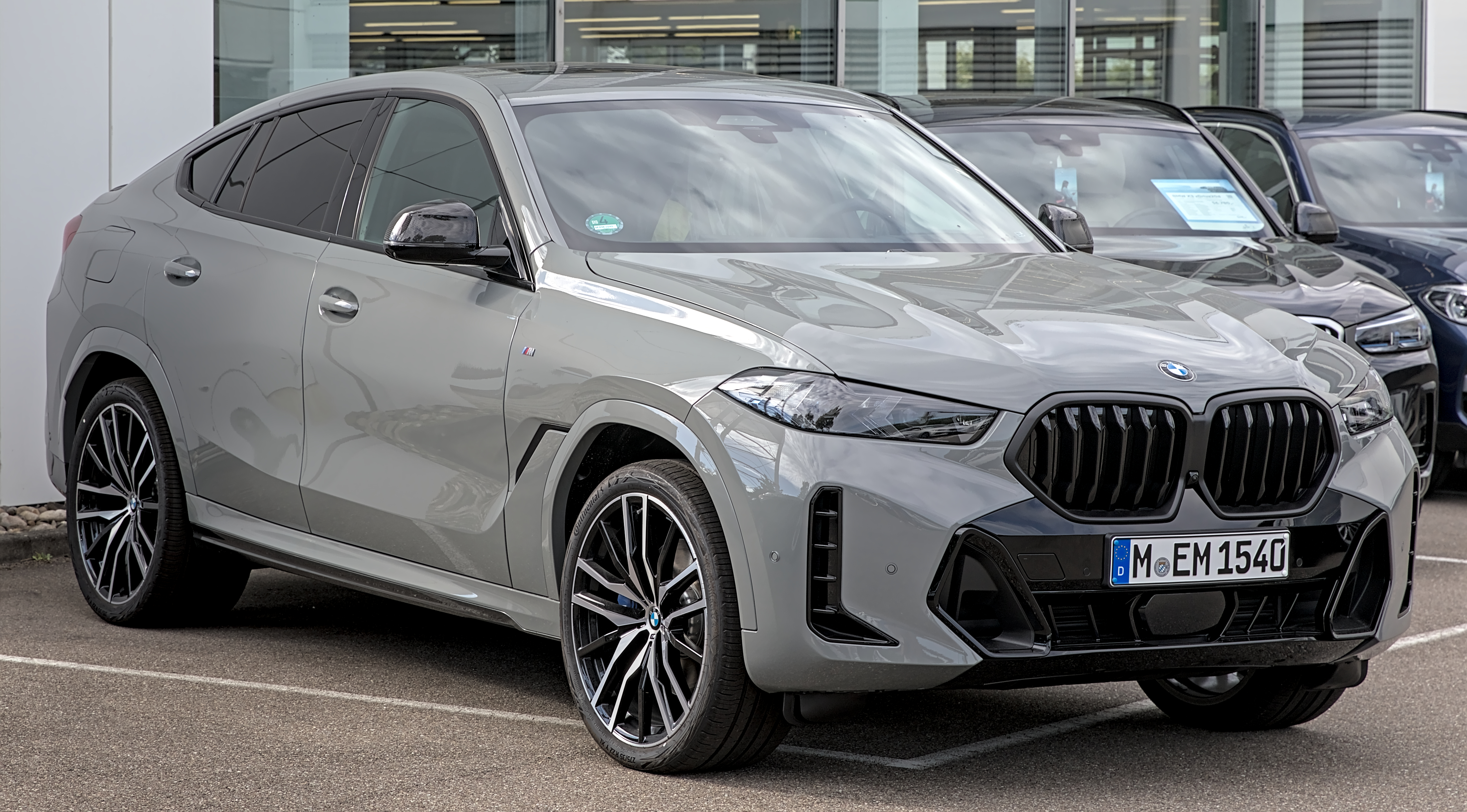
BMW X6 III (G06) po liftingu

BMW X6 III zostało zaprezentowane po raz pierwszy w lipcu 2019 roku.

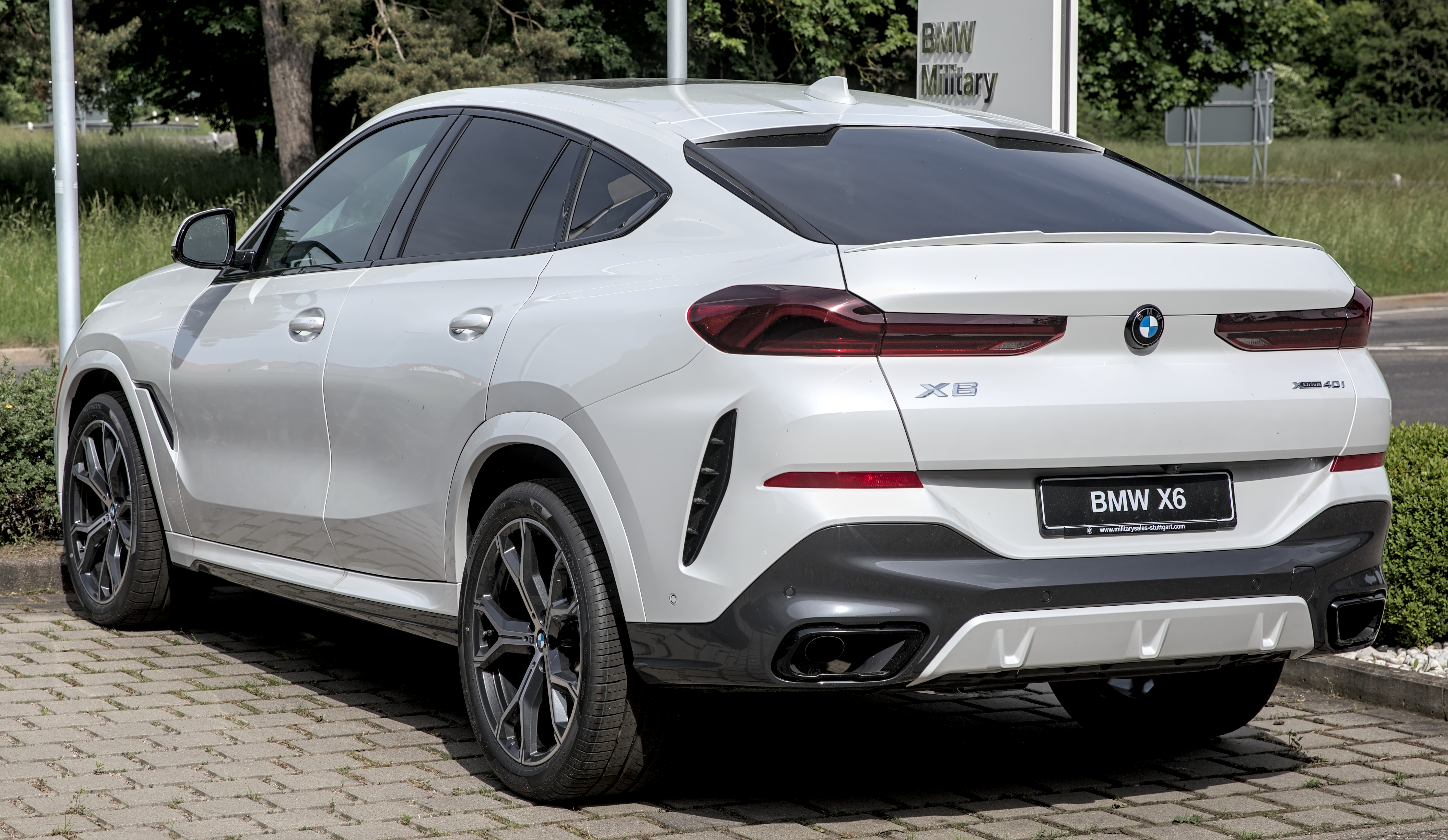
BMW X6 III (G06) – tył

Trzecie wcielenie X6 zostało zaprezentowane po raz pierwszy na początku lipca 2019 roku. Podobnie jak bratni model X5, zastąpił on dotychczasowy model zaledwie 5 lat po debiucie. W stosunku do niego nowe X6 jest wyraźnie dłuższe, szersze i cięższe. Jednocześnie, ma większy rozstaw osi i niżej poprowadzony dach.
Podobnie do mniejszego modelu X4, znakiem szczególnym są wąskie, podłużne tylne lampy i masywnie zarysowany tył. W stosunku do modelu X5, identyczny jest za to kokpit, przednie reflektory i niektóre jednostki napędowe.
Światowa premiera X6 III miała miejsce na Salonie we Frankfurcie we wrześniu 2019 roku, a sprzedaż samochodu ruszyła oficjalnie w listopadzie tego samego roku.

### Face-lifting
W 2023 roku producent zmodernizował model X6. Lifting zewnętrzny dotknął głównie reflektory, które teraz charakteryzują się delikatniejszymi i smuklejszymi konturami. Elementy świateł do jazdy dziennej w kształcie strzałek skierowane są na zewnątrz i pełnią również funkcję kierunkowskazów. Opcjonalnie oferowane są diodowe reflektory matrycowe ze światłami skrętnymi i nieoślepiającymi światłami drogowymi BMW Selective Beam oraz M Shadow Line. Odświeżona stylistyka nowych SUV-ów obejmuje również zaprojektowane na nowo skrzela na przednich błotnikach oraz standardowe elementy zewnętrzne i relingi dachowe w kolorze satynowanego aluminium. Także tylne lampy otrzymały bardziej wyraziste kontury.

### BMW X6 M Competition First Edition
W październiku 2020 BMW zaprezentowało najmocniejszą odmianę BMW X6 – M Competition – w limitowanej do 250 sztuk edycji First Edition. Auto oferowane jest w dwóch matowych kolorach – srebrnym Individual Frozen Dark Silver lub niebieskim Individual Frozen Marina Bay Blue. W standardzie korzysta z lekkich felg aluminiowych w rozmiarze 21 cali z przodu i 22 cali z tyłu. Wyróżnikiem tej edycji są elementy z włókna węglowego: pokrywa silnika, osłony lusterek bocznych i tylny spojler. Wnętrze obszyto skórą BMW Individual Merino w unikatowej, dwukolorowej konfiguracji – Silverstone i Midnight Blue. W każdym egzemplarzu widnieje napis z unikatowym numerem serii. Silnik pozostał nietknięty – podwójnie doładowane, 4,4-litrowe V8 generuje 625 KM i 750 Nm. 

## Ciekawe linki
1. BMW X5 X6 - polska grupa społeczności na Facebooku